# أليخاندرو فيليبي باولا
أليخاندرو فيليبي باولا (بالهولندية: Alejandro Felippe Paula)‏ هو سياسي هولندي، ولد في 1937 في كوراساو في مملكة هولندا.